# Journal of Moral Education
Journal of Moral Education — це щоквартальний рецензований науковий журнал, який висвітлює дослідження моральної освіти, моральності та розвитку особистості.
Journal of Moral Education був заснований у 1971 році та видається Taylor & Francis.
Головний редактор — Крістіян Кріст’янссон (Бірмінгемський університет).
За даними Journal Citation Reports, імпакт-фактор журналу 2022 року становить 1,7.

## Цілі та сфера застосування
Journal of Moral Education забезпечує міждисциплінарний форум для обговорення та аналізу моральної освіти та розвитку протягом усього життя. Журнал заохочує міждисциплінарні дослідження та праці в гуманітарних науках, які використовують ряд методологічних підходів і розглядають аспекти моральних міркувань, моральних емоцій, мотивації та моральних дій у різних контекстах (наприклад, культурному, гендерному, сімейному, шкільному, тощо; спільнота, відпочинок, робота) і ролі (наприклад, батьки, вчителі, студенти, громадські, професійні). Журнал заохочує пропозиції щодо спеціальних випусків, які стосуються теми, що відповідає цим цілям і обсягу.

### Тематика
Тематика журналу включає наступні теми, але не обмежується ними:
- Антропологія моралі
- Антирасистська освіта
- Виховання характеру
- Дослідження дитинства
- Громадянськість і громадянське виховання
- Когнітивний розвиток
- Конфліктологія
- Критична теорія
- Дослідження різноманітності
- Емоційний розвиток
- Епістемологія
- Етика
- Сім'я, навчання в сім'ї
- Гендерні дослідження
- Інтеркультуралізм
- Міжнародна освіта
- Дослідження лідерства
- Моральний розвиток
- Моральна психологія
- Мультикультуралізм
- Дослідження миру
- Позитивний розвиток молоді
- Навчання професійної етики
- Сервісне навчання
- Соціальний розвиток
- Соціальна справедливість
- Соціально-емоційний розвиток
- Соціологія, історія та політика морального виховання
- Виховання цінностей
- Дослідження молоді
- Вивчення мудрості.

Журнал зазвичай не публікує статті (наприклад, на філософські, історичні чи релігійні теми), які не мають освітнього чи розвиваючого компоненту.